# Grady (Nou Mèxic)
Grady és una població dels Estats Units a l'estat de Nou Mèxic. Segons el cens del 2000 tenia 98 habitants.

## Demografia
Segons el cens del 2000, Grady tenia 98 habitants, 38 habitatges, i 28 famílies. La densitat de població era de 151,4 habitants per km².
Dels 38 habitatges en un 34,2% hi vivien nens de menys de 18 anys, en un 65,8% hi vivien parelles casades, en un 7,9% dones solteres, i en un 26,3% no eren unitats familiars. En el 23,7% dels habitatges hi vivien persones soles el 18,4% de les quals corresponia a persones de 65 anys o més que vivien soles. El nombre mitjà de persones vivint en cada habitatge era de 2,58 i el nombre mitjà de persones que vivien en cada família era de 3,07.
Per edats la població es repartia de la següent manera: un 28,6% tenia menys de 18 anys, un 4,1% entre 18 i 24, un 29,6% entre 25 i 44, un 21,4% de 45 a 60 i un 16,3% 65 anys o més.
L'edat mediana era de 38 anys. Per cada 100 dones de 18 o més anys hi havia 70,7 homes.
La renda mediana per habitatge era de 26.250 $ i la renda mediana per família de 33.333 $. Els homes tenien una renda mediana de 33.750 $ mentre que les dones 26.250 $. La renda per capita de la població era de 13.000 $. Aproximadament el 8,3% de les famílies i el 12,5% de la població estaven per davall del llindar de pobresa.

## Poblacions més properes
El següent diagrama mostra les poblacions més properes.